# Gaius Sallustius Crispus
Gaius Sallustius Crispus (1 oktober 86 – tussen 39 en 35 v.Chr.) was een Romeins geschiedschrijver. Zijn belangrijkste werken zijn historische monografieën over de "Oorlog tegen Jugurtha" (Bellum Iugurthinum) en de "Samenzwering van Catilina" (De Coniuratione Catilinae). Antieke bronnen maken melding van zijn politiek engagement aan de zijde van de populares, maar ook van zijn morele falen in zijn persoonlijk en openbaar leven.
Sallustius was een belangrijk getuige van de geleidelijke ondergang van de Romeinse Republiek en van haar onmacht tegenover de ambities van krachtige persoonlijkheden als Marius en Sulla, Caesar en Pompeius.

## Biografie
Sallustius werd geboren te Amiternum, in de Abruzzen, uit een plebejische maar niettemin welgestelde familie. We weten verder weinig over zijn familie, behalve dat hij een zus had.
Tamelijk vroeg reeds kwam hij voor zijn studies naar Rome, waar hij in 63 v.Chr. als 23-jarige jongeman de mislukte staatsgreep van Catilina meemaakte.
Daarna, in 55 v.Chr., begon hij zijn politieke loopbaan als quaestor in de partij der populares.
In 52 v.Chr. ruide hij als tribunus plebis het volk op tegen Cicero en Milo, en stemde samen met zijn collega's voor een wet die toestond dat Caesar in absentia kandidaat kon zijn voor het consulaat.
Hij werd in 50 v.Chr. echter door de censoren "wegens wangedrag" (?) uit de Senaat verwijderd: ongetwijfeld zullen politieke motieven daarbij hebben meegespeeld. Er deden twee geruchten de ronde: ofwel werd hij uit de senaat gesloten omdat hij de verkeerde kant gekozen had, maar er werd ook verteld dat hij door Milo betrapt werd op overspel met diens vrouw, Cornelia Fausta, de dochter van Sulla, de leider van de optimates.
In 47 v.Chr. trouwde hij met de van Cicero gescheiden Terentia Varrones.
In het conflict tussen Pompeius en Julius Caesar koos hij de kant van deze laatste, wiens opdrachten hij gedwee uitvoerde, zij het niet altijd met evenveel succes. Dankzij de steun van Caesar kwam hij weer in de Senaat terecht, en diende hij in 47 v.Chr. tot propraetor en werd vervolgens aangesteld tot proconsul (stadhouder) van de provincie Africa Nova (het oostelijke deel van Numidia). Zijn dáár op dubieuze manier vergaarde rijkdom besteedde hij onder meer aan de aanleg van een weelderig park (de Horti Sallustiani) net buiten het toenmalige Rome, in de latere Regio VI (zie 14 Romeinse districten van Augustus), thans de wijk (17e rione) Sallustiano rond Piazza Sallustio, ten noorden van de Piazza della Repubblica.

Toen zijn machtige beschermheer Caesar in 44 v.Chr vermoord werd, begreep Sallustius dat het uit was met zijn politieke carrière: hij trok zich uit de actieve politiek terug en wijdde zich voortaan geheel aan de geschiedschrijving.
Sallustius overleed in 35 v.Chr.

## Werken

### De Catilinae Coniuratione
(De) Catilinae Coniuratione ((Over) Catilina's complot) werd waarschijnlijk uitgegeven in 43 v.Chr. De chronologische volgorde van de feiten is soms onjuist, of op zijn minst verward en onvolledig. Enkele vergissingen zijn niets anders dan antedateringen. Sallustius' hoofddoel was echter een boeiend kunstwerk te maken, en daarvoor offerde hij graag de historische precisie op, om de dramatische uitbeelding te verlevendigen. In dit werk wordt tevens een portret geschilderd van de beroemde politicus Marcus Porcius Cato.

### Bellum Iugurthinum
Bellum Iugurthinum (De oorlog van Jugurtha) verscheen waarschijnlijk kort nadien. Hierin beschrijft hij de oorlog van de Romeinen tegen Jugurtha. Deze was de neef van Micipsa, koning van Numidië, en in de strijd om de troonopvolging had hij de beide zonen van Micipsa uit de weg laten ruimen. Jugurtha genoot nu de steun van een deel der Senatoren, maar in de oorlog die duurde van 111 tot 104 v.Chr. werd hij achtereenvolgens bestreden door verschillende bevelhebbers, totdat Marius met de arrestatie van Jugurtha, een einde aan de oorlog stelde. Als reden voor de keuze van zijn onderwerp geeft Sallustius op dat toen voor het eerst opgetreden werd tegen de hoogmoed van de nobilitas.
Een citaat uit dit werk, Concordia res parvae crescunt (vrij vertaald: Eendracht maakt macht) werd later het devies van de Republiek der Zeven Verenigde Nederlanden.

### Historiae
Historiae (Romeinse Geschiedenis), in vijf boeken, was Sallustius' belangrijkste werk, maar er zijn enkel fragmenten van overgebleven: vier redevoeringen en twee brieven. Het werk behandelde de gebeurtenissen uit de Romeinse geschiedenis na de dood van Sulla, van 78 tot 67 v.Chr.

### Toegeschreven werken
Op naam van Sallustius staan ook nog de Invectiva in Ciceronem, een kort strijdschrift tegen Cicero dat veeleer afkomstig lijkt uit een school voor welsprekendheid, en twee Epistulae ad Caesarem senem de re publica, brieven waarin de auteur aan Gaius Iulius Caesar politieke wenken geeft.

## Literaire betekenis
Sallustius' taal, stijl en spelling zijn zéér persoonlijk. De hoofdkenmerken ervan zijn: streven naar bondigheid in de uitdrukking, stelselmatige archaïsering, waarnaast toch enkele gedurfde innovaties, en een overvloedig gebruik van variatie en andere stijlfiguren.
Als historicus is hij niet onpartijdig (hij is fel gekant tegen de populares), maar toch streeft hij naar objectiviteit. Hierin en in zijn stijl is de Griek Thucydides zijn voorbeeld. Op zijn beurt diende Sallustius dan weer Tacitus tot voorbeeld.
In al zijn werken trekt Sallustius hard van leer tegen de zedenverwildering en de corruptie in zijn tijd. Altijd komt hij terug op de beide oorzaken van het morele verval: de heerszucht en de hebzucht. Maar na een leven als het zijne was hij wellicht niet de aangewezen persoon om anderen de les te spellen.

## Edities & vertalingen
- Sallustius, Coniuratio Catilinae. Bellum Iugurthinum. Fragmenta ex historiis, epistulae, invectivae, trad. ed. comm. A. Ernout - J. Hellegouarc'h, Parijs, 1960. ISBN 2251012230.
- Sallustius, Coniuratio Catilinae. Bellum Iugurthinum. Fragmenta ex historiis, epistulae, invectivae, trad. comm. J.C. Rolfe, Cambridge Mass. - Londen, 2000².
- Sallustius, "Rome in verval. De samenzwering tegen Catilina. De oorlog tegen Jugurtha", V. Hunink, Amsterdam, 1999. ISBN 9025349676.
- Sallustius, "Bederf van binnenuit. Crisis in Rome", V. Hunink, Athenaeum-Polak & Van Gennep, Amsterdam, 2015. ISBN 9789025300609.